# Reudeup Meulayu
Reudeup Meulayu is een bestuurslaag in het regentschap Pidie van de provincie Atjeh, Indonesië. Reudeup Meulayu telt 388 inwoners (volkstelling 2010).